# 滋賀県道123号水口甲南線
滋賀県道123号水口甲南線（しがけんどう123ごう みなくちこうなんせん）は、滋賀県甲賀市を通る一般県道である。

## 概要
甲賀市水口町水口から甲賀市甲南町野尻に至る。

### 路線データ
- 起点：甲賀市水口町水口（水口橋南詰交差点、国道307号交点）
- 終点：甲賀市甲南町野尻（野尻交差点、滋賀県道・三重県道4号草津伊賀線交点、滋賀県道134号上馬杉野尻線終点）
- 総延長：6.7 km

## 路線状況

### 道路施設

#### 橋梁
- 水口橋（野洲川、甲賀市）
- 境ケ谷橋（稗谷川、甲賀市）
- 堺野橋（稗谷川、甲賀市）
- 千歳橋（杣川、甲賀市）

## 地理

### 通過する自治体
- 滋賀県
  - 甲賀市

### 交差する道路
| 交差する道路                                              | 交差する場所 | 交差する場所            |
| --------------------------------------------------------- | ------------ | ----------------------- |
| 国道307号                                                 | 水口町水口   | 水口橋南詰交差点 / 起点 |
| 滋賀県道128号杉谷嶬峨線                                   | 甲南町稗谷   |                         |
| 滋賀県道127号小佐治甲南線                                 | 甲南町葛木   |                         |
| 滋賀県道・三重県道4号草津伊賀線 滋賀県道134号上馬杉野尻線 | 甲南町野尻   | 野尻交差点 / 終点       |

### 交差する鉄道
- 草津線

### 沿線
- 公立甲賀病院
- NTT西日本 滋賀支店水口別館
- 滋賀銀行 水口支店
- アヤハディオ 水口店（ホームセンター）
- 甲南中央運動公園
- 西川ローズ 甲南工場
- 甲賀市立甲南中学校
- JR西日本草津線 寺庄駅
- 甲南郵便局
- 滋賀銀行甲南支店
- 滋賀県立甲南高等学校